# Tomáš Špidlík
Tomáš Špidlík, S.J. (Boskovice, 17 de diciembre de 1919 – Roma, 16 de abril de 2010) fue un sacerdote jesuita checo, teólogo y profesor de patrística y espiritualidad oriental y autor espiritual de renombre. Fue ordenado cardenal de la Iglesia católica en 2003.

## Biografía

### Formación
Nacido en una familia pobre, Tomáš debía trabajar para pagar sus estudios en el instituto. Eso para él fue motivo de orgullo. En 1938 comenzó sus estudios de filosofía en la universidad de Brno, pero tuvo que detenerlos a causa de la ocupación de su país por los nazis. Los reanudó luego. Entró en la Compañía de Jesús el 23 de septiembre de 1940.
Al término de una formación que lo condujo a diversas universidades europeas, fue ordenado sacerdote el 22 de agosto de 1949 en Maastricht (Países Bajos).

### Carrera
En 1951 Špidlík fue a Roma como ‘director espiritual’ de los seminaristas checos (en el 'Collegio Nepomuceno') y colaboró con el programa checo de la Radio Vaticana. Hizo un doctorado en el Pontificio Instituto Oriental bajo la dirección de Irénée Hausherr y le sucedió como profesor de teología patrística y espiritualidad oriental a partir de 1954. Sus manuales están autorizados, en particular uno que se ocupa de la Espiritualidad y oración del Oriente Cristiano.
Enseñó igualmente en la Pontificia Universidad Gregoriana y fue frecuentemente invitado a otras universidades, católicas y ortodoxas para dar cursos y conferencias. Uno de sus temas preferidos fue el de hablar de la 'Belleza que salva, y lleva a Dios'.
De 1975 a 1989 Špidlík fue vice-provincial de los jesuitas checos en el exilio. En 1984 fue consultor de la Congregación para las Causas de los Santos, y a partir de 1994, igualmente, consultor de la Congregación para las Iglesias Orientales.
En 1992, fundó el Centro Aletti (en Roma), un centro jesuita para el estudio de la tradición del Oriente cristiano en relación con los problemas del mundo contemporáneo. Residió allí hasta el final de su vida. El centro, gracias en parte a su taller de mosaico religioso, es un lugar importante de contactos entre el Oriente católico y ortodoxo.

### Cardenal
Tomáš Špidlík fue creado cardenal por Juan Pablo II con el título de cardenal diácono de Sant'Agata dei Goti en el consistorio del 21 de octubre de 2003. Al igual que otros jesuitas antes de él (Henri de Lubac, Avery Dulles, Roberto Tucci) pidió al papa y obtuvo el permiso de no ser ordenado obispo.

### Muerte
El cardenal Tomáš Špidlík murió en Roma el 16 de abril de 2010. Después de la eucaristía de despedida celebrada en la basílica de San Pedro sus restos mortales fueron (como él deseaba) llevados a Olomouc en la República Checa. Una última ceremonia de despedida, el 30 de abril, precedió a su entierro en la basílica de los Santos Cirilo y Metodio en Velehrad. 
Poco antes de morir le confió a un allegado: «Toda mi vida he buscado el rostro de Jesús. Ahora estoy feliz y sereno porque voy a su encuentro».

## Obras y contribuciones mayores
Tomáš Špidlík fue doctor honoris causa de la facultad ortodoxa de la universidad de Cluj (Rumanía), de la universidad de Olomouc (Moravia, República Checa), de la universidad Carolina, y de la Universidad Católica del Sagrado Corazón, en Fairfield (Connecticut, Estados Unidos) o un Centro Ecuménico para el Entendimiento Cardenal Špidlík (Cardinal Spidlik Center for Ecumenical Understanding) fue creado. 
Su bibliografía (en diversos idiomas) engloba 140 libros y unos 600 artículos. Algunas obras mayores:
- José de Volokolamsk; un capítulo de la espiritualidad rusa, que es su tesis de doctorado (1956)
- La Sofiología de San Basilio (1961)
- La doctrina espiritual de Teófanes el Recluso. El Corazón y el Espíritu (1965)
- Gregorio Nacianceno. Introducción en el estudio de su doctrina espiritual (1971)
- La Espiritualidad del Oriente cristiano: (I) Manual sistemático (1978)
- La espiritualidad del Oriente cristiano: (II) La Prière (1988).
- La idea rusa. Otra visión del hombre (1994)
- Cuestiones monásticas en Oriente (1999)
- Ignazio di Loyola e la spiritualità orientale. Guida alla lettura degli Esercizi (1994)
- L'arte dui purificare il cuore (1999)
- (con otros) La fede secondo le icone (2000)
- (con otros) Teologia pastorale. A partire dalla bellezza (2005)